# 和見あい
和見 あい（かずみ あい、1984年12月27日 - ）は、日本の元AV女優。

## 略歴・人物
2001年頃にデビューしたロリータ系のAV女優で、女子校生モノの作品に多く出演した。

## 作品

### アダルトビデオ
撮りおろし作品
- 妹はあまえんぼう （2001年9月15日、レイディックス） ※「和美あい」名義
- 悶絶妹 HYPER CUTE （2001年9月18日、HRCホームビデオ）…オムニバス作品
- 制服女子校生監禁飼育 2 （2001年9月28日、笠倉出版社）
- ときめき天然女子校生 （2001年12月14日、ビッグモーカル）…オムニバス作品
- 女子校生強制わいせつ 26 （2002年1月15日、クリスタル映像）…オムニバス作品
- love friends 3 （2002年2月9日、シー・ツー・コーポレーション）…オムニバス作品
- 半熟 2 （2002年2月28日、ワイルドサイド）…オムニバス作品
- Gentle warmth －優しいぬくもり－ （2002年3月5日、アイルビークリエイト）
- おにいちゃんにしてア・ゲ・ル 4 （2002年3月21日、クリスタル映像）…オムニバス作品
- バーチャル ぼくのいもうと… （2002年3月22日、ケイ・エム・プロデュース）
- Pスタイル vol.03 （2002年3月22日、エー・エス・ジェイ）
- しこしこくらげ （2002年3月24日、トライハートコーポレーション）…オムニバス作品
- うぶ痴女 2 （2002年4月24日、ホットエンターテイメント）…オムニバス作品
- B.M.C. （2002年4月26日、ビッグモーカル）
- プチプレス 02 （2002年6月20日、エー・エス・ジェイ）
- ストカーレイプ （2002年7月22日、エクストリーム）
- OPEN AND PEACE ノンフィクションおんなのこ （2002年11月1日、MOODYZ）…オムニバス作品
- 美少女の膨らみ 5 （2002年11月22日、光夜蝶）
- 恋人気分 2 （2006年6月8日、チャンネル・ヴィ） ※「和美あい」名義

総集編
- ANGEL FILE 12 次世代を担う注目のカリスマアイドル編 （2002年6月28日、ケイ・エム・プロデュース）
- カリスマ女優 THE BEST PREMIUM COLLECTION 2 （2002年7月19日、メディアバンク）
- せきらら制服日記 school days #2 （2002年8月23日、ビッグモーカル）
- コスプレアイドル 2時間SPECIAL （2002年9月27日、ケイ・エム・プロデュース）
- 24人のカリスマアイドル （2002年11月20日、ケイ・エム・プロデュース）
- 憧れの制服女子校生 2 18連発!! （2004年4月23日、クリスタル映像）
- ベリー ベスト オブ B.M.C. 4時間 （2004年9月9日、ビッグモーカル）
- 接吻と射精 （2005年2月25日、レイディックス）　※「和美あい」名義
- 手コキと勢いのある射精 （2006年1月25日、レイディックス）　※「和美あい」名義
- THE フ○ェラチオ4時間パーフェクトコレクション 02 （2006年6月9日、ビッグモーカル）
- 口淫 Lips 04 （2006年10月25日、ビッグモーカル）